# Broń zespołowa

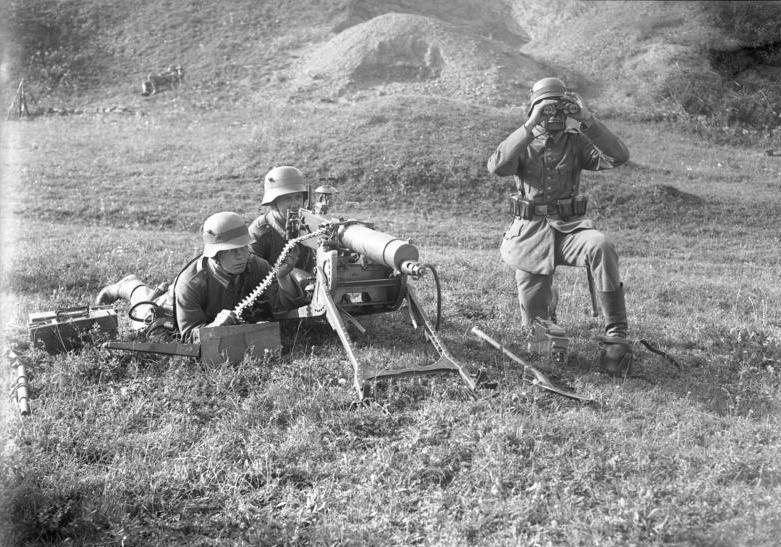
Obsługa karabinu maszynowego MG08. Od lewej: ładowniczy, celowniczy, dowódca.

Broń zespołowa – broń strzelecka, która razem z amunicją jest etatowym wyposażeniem co najmniej dwóch żołnierzy.
Wchodzi w skład wyposażenia obsług, pododdziałów lub załóg. Przeznaczona do zwalczania pojedynczych i grupowych celów żywych i powietrznych, a także lekko opancerzonego sprzętu naziemnego. 
Do broni zespołowej zalicza się:
- karabiny maszynowe (ręczne, lekkie, ciężkie, uniwersalne, wielkokalibrowe);
- karabiny przeciwpancerne;
- granatniki.